# Execuzione
Execuzione (X-Cutioner's Song) è un crossover che intreccia le testate Uncanny X-Men (vol. 1), X-Men (vol. 2), X-Factor (vol. 1) e X-Force (vol. 1), pubblicato dalla Marvel Comics fra il novembre 1992 ed il febbraio 1993. Sceneggiata da Scott Lobdell, Fabian Nicieza e Peter David per i disegni di Brandon Peterson, Andy Kubert, Jae Lee e Greg Capullo, la storia si focalizza sul tentato omicidio di Xavier per mano di Stryfe e sulla rivelazione delle origini segrete dell'X-Man Cable.

## Storia editoriale
Nel 1991 il franchise X-Men aveva raggiunto una grande popolarità sia per il contributo di grandi scrittori che di disegnatori e ciò si tradusse nel successo di vendita del primo numero delle testate X-Men (vol. 2) e X-Force (vol. 1) e del mantenimento in vetta alla classifiche di vendita delle altre testate legate al mondo mutante.
Tuttavia nel 1992 l'abbandono della Marvel di Whilce Portacio, Jim Lee e Rob Liefeld per fondare la Image Comics lasciò vacanti numerosi posti nel team creativo (l'editor Bob Harras aveva appena rimosso dall'incarico Chris Claremont e Louise Simonson per dare più spazio alle nuove leve) che vennero in fretta assegnati a Scott Lobdell, Fabian Nicieza e Greg Capullo. Poiché già prima dell'abbandono era stato previsto un crossover fra le testate, i nuovi autori furono subito messi all'opera decidendo di contrapporre agli X-Men i loro più grandi nemici dell'epoca Apocalisse, Sinistro e Stryfe e contemporaneamente rivelare le origini di Cable.
Già un anno prima era stato abbondantemente sottinteso che Cable potesse essere il figlio di Ciclope e Madelyne Pryor; mentre come suggerito da Harras per dare una scioccante conclusione alla testata New Mutants (vol. 1), Nicieza aveva mostrato che sotto l'elmo di Stryfe si celava un uomo identico a Cable. Idea di Nicieza fu quella di rivelare che Stryfe fosse Nathan Summer e Cable il suo clone.
Lobdell ha confermato che non ci sono state pressioni da parte di Harras per cambiare il finale, in cui si doveva esplicitamente rivelare che Cable era Nathan Summers invece di alludervi con piccoli indizi. Il segreto delle sue origini fu mantenuto fino al 1994 quando sulle pagine della miniserie omonima fu rivelato che Cable era Nathan Summers e Stryfe un suo clone.
Durante la pianificazione dell'evento Lobdell e Nicieza avrebbero voluto inserire il ritorno di Magneto, all'epoca creduto morto, per far fronteggiare agli X-Men tutti i loro peggiori nemici in un'unica crisi; al riguardo lo scrittore Peter David suggerì che Magneto avrebbe dovuto rimuovere l'adamantio dalle ossa di Wolverine al suo ritorno e benché l'idea venne messa da parte il suggerimento di David fu utilizzato nel crossover Attrazioni fatali l'anno successivo.

## Trama
Durante il concerto organizzato dalla cantante Lila Cheney per promuovere la diversità, Charles Xavier invitato sul palco a tenere un discorso sui mutanti viene colpito alla testa da un proiettile sparatogli contro da Cable, in realtà il suo doppelgänger Stryfe con indosso la sua uniforme. Contemporaneamente, i Cavalieri di Apocalisse Guerra e Carestia distraggono Uomo Ghiaccio e Colosso lasciando campo libero a Calibano per rapire Ciclope e Jean Grey dietro ordine di Apocalisse, in realtà Sinistro travestito. Venuti a conoscenza dell'atto compiuto dal loro ex-leader, X-Force si reca nel luogo del concerto per cercare indizi che possano condurli a lui incontrando invece Wolfsbane e Forzuto di X-Factor, inviati da Havok, e benché i due si mostrano inizialmente amichevoli la situazione degenera quando il gruppo di Cannonball fa resistenza all'arresto. Ha il via uno scontro che si inasprisce con l'arrivo degli altri membri di X-Factor e si esaurisce quando X-Force risale a bordo del suo jet e fugge; in quel momento arrivano gli X-Men che, convinti che i fuggitivi sappiano il luogo in cui Cable si nasconde, si offrono di unire le forze con la squadra di Havok.
All'ospedale in cui è ricoverato Xavier i dottori riescono a fermare l'emorragia cerebrale ma scoprono che il proiettile che l'ha colpito lo ha infettato con un tecno-virus e Tempesta decide di riportarlo alla scuola dove Bestia e Moira MacTaggart si assumono l'incarico di trovare una cura. Fatto il punto della situazione, X-Men e X-Factor decidono di dividersi per trovare Cable seguendo le tracce di X-Force e scoprire dove Apocalisse abbia portato Jean e Ciclope. A Panama, intanto, Sinistro scambia con due esponenti del Fronte Liberazione Mutante guidato da Stryfe i corpi dei due X-Men rapiti per un contenitore sigillato che dovrebbe contenere una matrice genetica. In Texas la squadra di Havok s'imbatte nei resti del jet usato da X-Force per la fuga (avendone durante lo scontro precedente sabotato uno dei motori facendo sì che lasciasse una densa scia di fumo) dando vita ad un nuovo scontro in cui tutti i suoi membri vengono catturati e riportati alla scuola. Mentre in Egitto i Cavalieri Oscuri risvegliano il vero Apocalisse prima che i suoi poteri si siano pienamente rigenerati, sull'astronave Graymalkin in orbita attorno alla Terra Cable ritorna da un viaggio temporale e scopre di essere stato incastrato da Stryfe (che sapeva già essere identico a lui sotto l'elmetto) per il ferimento di Xavier.
Rintracciati i Cavalieri di Apocalisse, la squadra di Tempesta li mette K.O. facendosi rivelare anche il luogo in cui si trova il loro padrone con il quale ingaggiano battaglia una volta trovatolo uscendone però sconfitti e lasciandolo fuggire. Alla scuola, Alfiere viene allertato dal sistema di anti-intrusione della presenza di Sinistro che gli suggerisce di cercare Stryfe se vogliono risolvere il mistero; riunita la squadra di Havok per l'aggiornamento ci si rende conto dell'assenza di Wolverine e Alfiere impegnati in una missione segreta in Canada per ottenere informazioni dal Dipartimento K, ultimo datore di lavoro di Cable, dove trovano l'ex-leader di X-Force con il quale si scontrano prima che questi convinca Wolverine della sua innocenza proponendo di allearsi per trovare Stryfe. Lo stesso obiettivo viene perseguito dalla squadra di Havok, a cui si è riunita quella di Tempesta, arruolando fra le sue file Cannonball e Boomer per farsi aiutare nella ricerca della base segreta del FLM ma che tuttavia si rivela un vicolo cieco poiché i suoi membri non conoscevano l'ubicazione del loro capo. Nel frattempo Jean e Ciclope si risvegliano in una cella dove Stryfe porta loro del mangiare prima di teleportarsi in una delle dimore di Apocalisse e sconfiggerlo, poiché questi è ancora troppo debole, reclamando così la sua vendetta per come è stato trattato nel futuro e procurandosi nel mentre la fedeltà dei Cavalieri Oscuri. Furioso con il nemico per essere riuscito a fuggire dallo scontro all'ultimo momento, Stryfe decide di prendere possesso della sua base lunare trasferendovi i prigionieri che incolpa di avergli rovinato la vita e torturandoli con illusioni riferendosi a loro come "madre" e "padre".
Riusciti a scappare, i due aprono un foro in una parete venendo risucchiati nello spazio nello stesso momento in cui Wolverine, a bordo di Graymalkin con Alfiere e Cable, intuisce che i due vengono tenuti prigionieri sulla base lunare (aiutato da un SOS di Jean inviato col suo ultimo pensiero cosciente). Alla scuola, gli X-Men ricevono la visita di Apocalisse che propone loro di allearsi contro Stryfe in cambio della guarigione di Xavier da virus T.O.: una volta accettato e guarito Xavier, che afferma di esser venuto a conoscenza di un legame fra Stryfe, Jean, Ciclope, Cable e Havok, il gruppo si teleporta sulla base lunare incontrando anche il trio di Wolverine e dando battaglia ai Cavalieri Oscuri mentre Stryfe recupera i fuggitivi e li imprigiona in una torre circondata da un campo di forza. Lasciato agli altri il compito di tenere a bada le forze nemiche, Cable, Havok, Cannonball e Polaris raggiungono la torre ma solo i primi due riescono a passare il campo di forze con matrice genetica dando inizio ad una battaglia in cui Cable e Stryfe si battono l'uno contro l'altro; contemporaneamente Arcangelo avverte l'estinguersi della fiamma vitale di Apocalisse e decide di dargli la caccia per sferrargli il colpo di grazia e vendicarsi, ma viste le patetiche condizioni in cui trova l'avversario si rifiuta di togliergli la vita lasciandolo morire lentamente per disprezzare la propria debolezza. All'esterno, Stryfe rigetta l'offerta di Jean di essere aiutato poiché incapace di fidarsi e Ciclope attiva il detonatore datogli da Cable facendo esplodere la torre nello stesso momento in cui questo apre un portale nello spazio/tempo che li risucchia entrambi. Rimasti soli Ciclope confida a Jean che per salvarlo hanno nuovamente dovuto sacrificarlo, lasciando intendere di aver compreso che Cable o Stryfe altri non è che il figlio che anni addietro aveva mandato nel futuro per impedirgli la morte a causa del contagio del virus T.O.
Sulla Terra, in una fattoria del Nebraska uno scienziato agli ordini di Sinistro apre il contenitore sigillato consegnato dal FLM scoprendo che a parte un gran fumo all'interno non si trova nient'altro. Adirato, Sinistro se ne va ordinandogli di vedere un dottore per la tosse che manifesta, inconsapevole di aver rilasciato nell'aria il virus Legacy ultima vendetta di Stryfe contro il mondo.